# Za slobodu
Za slobodu (kroatisch für „Für die Freiheit“) war ein von Ende August 1991 bis Anfang 1992 fortlaufendes Informationsprogramm des kroatischen Hauptfernsehsenders HTV1 während des Kroatienkrieges. Es hieß ursprünglich Rat za slobodu (Der Krieg für die Freiheit), änderte diesen Namen jedoch bereits nach einigen Tagen.
Das Programm sendete Kriegsberichterstattung und kroatische Propaganda (z. B. patriotische Musikvideos). Damit erfüllte es bedeutende Verteidigungsaufgaben.
Das Programmkonzept, das „auf symbolischer Ebene den Übergang von einem regulären zu einem Kriegsprogramm demonstrierte“, wurde unter Chefredakteur Miroslav Lilić (* 1944) gestartet und von Marija Nemčić, Zvonko Varošanec und Đelo Hadžiselimović geleitet. Es wurde bis zur internationalen Anerkennung Kroatiens Anfang des Jahres 1992 ausgestrahlt, während der Krieg weiterging.
Der damalige Chefredakteur Lilić berichtete in seinen Erinnerungen über das Programm:

„U restoranu Hipodrom Marija Nemčić i ja pokrenuli smo ideju o najboljem programu Hrvatske televizije, ‘Programu za slobodu’ na koji sam izrazito ponosan. Televizija Zagreb bila je rasadnik kvalitetnih i fenomenalnih kadrova i svoju su hrabrost i znanje pokazali upravo u tom ‘Programu za slobodu’ i izvještavanju s ratišta. Hrvatska televizija dobila je rat protiv Televizije Srbije u tim, za Hrvatsku najtežim ratnim vremenima. To kako je Hrvatska televizija radila, to kako su ti ljudi išli izvještavati od prvih dana napada na Vukovar i svih drugih ratnih bojišnica, i kako su hrabro izvještavali s prve crte bojišnice zajedno sa svim snimateljima, doista je bilo za svaku pohvalu. Država se tim ljudima nikada nije zahvalila onako kako su zaslužili, jer mnogi koji se danas kite svojim ratnim zaslugama i odličjima to su puno manje zaslužili od novinara, snimatelja i fotoreportera koji su slikom i tonom prenosili kakve se sve strahote u tom trenutku događaju u Hrvatskoj. Jer Domovinski rat i agresija na Hrvatsku zaista je nešto najteže što smo doživjeli. Domovinski rat su, uz hrabre i poštene branitelje, dobili su mediji, novinari, koji su se žrtovali kako bi u svijet prenijeli što se zaista događa u Hrvatskoj i kakvoj smo agresiji izloženi.“

„Im Restaurant Hipodrom haben Marija Nemčić und ich die Idee des besten Programms im kroatischen Fernsehen, des „Programms Za slobodu“, ins Leben gerufen, auf das ich sehr stolz bin. Televizija Zagreb war eine Brutstätte für Qualität und phänomenale Mitarbeiter, und sie zeigten ihren Mut und ihr Wissen in diesem „Freiheitsprogramm“ und in der Berichterstattung vom Schlachtfeld. Das kroatische Fernsehen hat den Krieg gegen das serbische Fernsehen in den schwierigsten Kriegszeiten für Kroatien gewonnen. Die Art und Weise, wie das kroatische Fernsehen arbeitete, wie diese Leute von den ersten Tagen des Angriffs auf Vukovar und alle anderen Kriegsfronten berichteten und wie sie zusammen mit allen Kameraleuten mutig von der Front berichteten, war wirklich lobenswert. Der Staat hat diesen Menschen nie so gedankt, wie sie es verdient haben, denn viele, die heute stolz auf ihre Kriegsverdienste und Orden sind, haben viel weniger verdient als Journalisten, Kameraleute und Fotoreporter, die das Bild und den Ton all der Schrecken vermittelt haben, die sich damals in Kroatien ereigneten … Denn der Heimatkrieg und die Aggression gegen Kroatien ist wirklich das Härteste, was wir erlebt haben. Der Heimatkrieg wurde zusammen mit mutigen und ehrlichen Verteidigern von den Medien und Journalisten gewonnen, die sich geopfert haben, um der Welt zu vermitteln, was wirklich in Kroatien passiert und welchen Aggressionen wir ausgesetzt sind.“